# Vinicio Espinal
Vinicio Edwards Espinal Marte (nacido el 14 de noviembre de 1982 en Santo Domingo, República Dominicana) es un exfutbolista  y entrenador dominicano. Se desempeñaba en el terreno de juego como mediocampista. Actualmente dirige al Real Calepina de la Serie D de Italia.  

## Trayectoria
Emigró a Italia en el año 1991. Tiene un hermano gemelo, José Espinal, que también fue futbolista profesional.

### Como jugador
Tras crecer en la cantera del Atalanta de Bérgamo, debutó con el primer equipo el 3 de marzo de 2000, en el Pescara-Atalanta 0-1, partido válido por el campeonato de la Serie B. Tras lograr el ascenso con su equipo, al año siguiente logró debutar en la Serie A, el 22 de abril de 2001, en un empate 2-2 frente al Perugia. Convirtiéndose en el primer dominicano en la máxima categoría del futbol italiano. 
A lo largo de su carrera pasó por todas las divisiones del fútbol profesional italiano: jugó en la Serie C con el Taranto, Pro Palazzolo, A.C. Monza, F.C. Crotone y 
Portogruaro-Summaga. Con estos dos últimos clubes también compitió en el campeonato de la Serie B. 
En agosto de 2011 Vinicio Espinal pasó al Pro Vercelli de Lega Pro Prima Divisione; al final de la temporada consiguieron el ascenso a la Serie B tras la victoria en los play-offs ante el A.C. Carpi. En enero de 2013 fue vendido definitivamente al Benevento Calcio, de Lega Pro Prima Divisione. Permanecería en la plantilla del equipo durante la temporada 2013/2014, nuevamente en la categoría de bronce. 
Luego siguieron breves paréntesis, también en la Lega Pro, en Venezia FC y Paganese, hasta que en diciembre de 2015 se anunció su fichaje por el Lecco, de la Serie D, con el que disputó seis partidos, ganando la final del playoff al Ciliverghe Calcio. Tras un breve período en el club, se transfirió a AC Ponte San Pietro, donde jugó 49 partidos y marcó dos goles, clasificando para los playoffs. Dejaría el equipo después de un año y medio para pasar al Virtus Bergamo, también de la Serie D, donde permaneció por tres temporadas. En 2021 puso fin a su carrera como jugador en el S.S.D. Mapello, cuando le dieron la oportunidad de dar el salto al banquillo para dirigir al equipo.

#### Selección nacional
Fue internacional absoluto con la selección de fútbol de la República Dominicana. Hizo su debut oficial con la selección el 13 de junio de 2004 contra Trinidad y Tobago, en partido de clasificación para el Copa Mundial de Fútbol de 2006. 

### Como entrenador
El 6 de mayo de 2021 fue anunciado como nuevo entrenador del S.S.D. Mapello, equipo en el que militaba como futbolista en ese momento, en sustitución del despedido Giuseppe Ceribelli.
El 15 de julio de 2021 fue nombrado entrenador asistente de Alessandro Calori en el banquillo del equipo juvenil de la SS Lazio.
Fue anunciado como nuevo entrenador del Ospitaletto de Eccellenza, el 10 de junio de 2022.
En el verano de 2023 se hizo con los mandos del Folgore Caratese, en la Serie D.
Sería nombrado entrenador de la Associazione Calcio Gozzano de la Serie D en marzo de 2024, cargo que ocuparía hasta final de temporada. En julio sería anunciado como nuevo entrenador del Real Calepina para la temporada 2024-25, también en la Serie D.

## Clubes

### Como jugador
| Club                                | País   | Año         |
| ----------------------------------- | ------ | ----------- |
| Atalanta B.C.                       | Italia | 1999 - 2004 |
| Alzano Virescit                     | Italia | 2001- 2002  |
| Taranto Football Club 1927          | Italia | 2003        |
| Pro Palazzolo                       | Italia | 2003 - 2004 |
| A.C. Monza Brianza 1912             | Italia | 2004 - 2007 |
| F.C. Crotone                        | Italia | 2007 - 2009 |
| Portogruaro-Summaga                 | Italia | 2009 - 2011 |
| Unione Sportiva Pro Vercelli Calcio | Italia | 2011 - 2013 |
| Benevento Calcio                    | Italia | 2013 - 2014 |
| Venezia Football Club               | Italia | 2014 - 2015 |
| Calcio Lecco 1912                   | Italia | 2015 - 2016 |
| A.C. Ponte San Pietro SSD           | Italia | 2016 - 2017 |
| Virtus Bergamo Alzano Seriate 1909  | Italia | 2017 - 2020 |
| S.S.D. Mapello                      | Italia | 2020 - 2021 |

### Como entrenador
| Club                                    | País   | Año         |
| --------------------------------------- | ------ | ----------- |
| S.S.D. Mapello                          | Italia | 2021        |
| S.S. Lazio Juvenil (Segundo entrenador) | Italia | 2022        |
| C.P.R. Ospitaletto                      | Italia | 2022 - 2023 |
| Folgore Caratese                        | Italia | 2023        |
| A.C. Gozzano                            | Italia | 2024        |
| Real Calepina                           | Italia | 2024 - Act. |

## Palmarés

### Como jugador
| Título                   | Club                | País   | Año     |
| ------------------------ | ------------------- | ------ | ------- |
| Lega Pro Prima Divisione | Portogruaro-Summaga | Italia | 2009-10 |